# Пирсон, Марк
Марк Пи́рсон (англ. Mark Pearson; родился 28 октября 1939, Риджуэй, Дербишир) — английский футболист, нападающий-инсайд. Выступал за клубы «Манчестер Юнайтед», «Шеффилд Уэнсдей», «Фулхэм», «Галифакс Таун» и «Бейкап Боро».

## Биография
Пирсон подписал любительский контракт с клубом «Манчестер Юнайтед» в июле 1955 года, а два года спустя, в мае 1957 года, стал профессиональным футболистом. В основном составе «Юнайтед» дебютировал 19 февраля 1958 года в матче Кубка Англии против «Шеффилд Уэнсдей». Это была первая игра команды после мюнхенской авиакатастрофы, в которой погибло 8 игроков основного состава «Манчестер Юнайтед». «Юнайтед» одержал победу в той игре со счётом 3:0, причём Пирсон принял участие в двух из них. Корреспондент газеты The Times был впечатлён игрой Пирсона: «Выделялись своей игрой два молодых игрока: центральный хавбек Коуп и 17-летний (!) Пирсон в роли левого инсайда… Их зрелость, блеск и мастерство заставляли задуматься, какие ещё таланты скрываются на „Олд Траффорд“». В целом в оставшейся части сезона 1957/58 Пирсон провёл 14 матчей. В следующем сезоне редко попадал в основной состав из-за травм, а также конкуренции со стороны Бобби Чарльтона и Альберта Куиксолла. 27 декабря 1958 года забил свой первый гол в составе «Юнайтед» в матче против «Астон Виллы».
Пирсон, которого часто называли «Панчо» (Pancho) из-за его бакенбардов и «мексиканской» внешности, выступал за клуб до 1964 года, сыграв в общей сложности 80 матчей и забив 14 мячей (дважды он делал «дубли»: в матчах против «Блэкберн Роверс» 17 декабря 1960 года и против «Бирмингем Сити» 15 апреля 1961 года).
В октябре 1963 года был продан в «Шеффилд Уэнсдей» за 20 000 фунтов. Провёл два сезона в составе «сов», сыграв 42 матча и забив 11 мячей.
В 1965 году Пирсон перешёл в лондонский «Фулхэм». В свой первый сезон в клубе помог «дачникам» избежать вылета из Первого дивизиона. В феврале 1966 года «Фулхэм» занимал последнюю строчку в чемпионате, но после неожиданной победы над лидером чемпионата «Ливерпулем» со счётом 2:0, которая произошла 26 февраля (в той игре Иан Сент-Джон был удалён за «боксёрский» удар Пирсона) «дачники» выиграли 10 оставшихся матчей из 13 и избежали вылета во Второй дивизион.
В 1968 году перешёл в «Галифакс Таун», где провёл сезон 1968/69. В дальнейшем играл за «Бейкап Боро».

## Статистика выступлений
| Клуб              | Сезон            | Лига | Лига | Кубки | Кубки | Еврокубки | Еврокубки | Итого | Итого |
| Клуб              | Сезон            | Игры | Голы | Игры  | Голы  | Игры      | Голы      | Игры  | Голы  |
| ----------------- | ---------------- | ---- | ---- | ----- | ----- | --------- | --------- | ----- | ----- |
| Манчестер Юнайтед | 1957/58          | 8    | 0    | 4     | 0     | 2         | 0         | 14    | 0     |
| Манчестер Юнайтед | 1958/59          | 4    | 1    | 0     | 0     | 0         | 0         | 4     | 1     |
| Манчестер Юнайтед | 1959/60          | 10   | 3    | 0     | 0     | 0         | 0         | 10    | 3     |
| Манчестер Юнайтед | 1960/61          | 27   | 7    | 6     | 2     | 0         | 0         | 33    | 9     |
| Манчестер Юнайтед | 1961/62          | 17   | 1    | 0     | 0     | 0         | 0         | 17    | 1     |
| Манчестер Юнайтед | 1962/63          | 2    | 0    | 0     | 0     | 0         | 0         | 2     | 0     |
| Манчестер Юнайтед | Итого            | 68   | 12   | 10    | 2     | 2         | 0         | 80    | 14    |
| Шеффилд Уэнсдей   | 1963/64          | 28   | 6    | 3     | 2     | 0         | 0         | 31    | 8     |
| Шеффилд Уэнсдей   | 1964/65          | 11   | 3    | 0     | 0     | 0         | 0         | 11    | 3     |
| Шеффилд Уэнсдей   | Итого            | 39   | 9    | 3     | 2     | 0         | 0         | 42    | 11    |
| Фулхэм            | 1965/66          | 25   | 4    | 3     | 0     | 0         | 0         | 28    | 4     |
| Фулхэм            | 1966/67          | 22   | 2    | 3     | 0     | 0         | 0         | 25    | 2     |
| Фулхэм            | 1967/68          | 11   | 1    | 2     | 0     | 0         | 0         | 13    | 1     |
| Фулхэм            | Итого            | 58   | 7    | 8     | 0     | 0         | 0         | 66    | 7     |
| Галифакс Таун     | 1968/69          | 5    | 1    | 1     | 0     | 0         | 0         | 6     | 1     |
| Галифакс Таун     | Итого            | 5    | 1    | 1     | 0     | 0         | 0         | 6     | 1     |
| Всего за карьеру  | Всего за карьеру | 170  | 29   | 22    | 4     | 2         | 0         | 194   | 33    |